# Kaspar Villiger
Kaspar Villiger (ur. 5 lutego 1941) – szwajcarski polityk i przemysłowiec.
Został członkiem Szwajcarskiej Rady Związkowej 1 lutego 1989 roku z ramienia Szwajcarskiej Demokratycznej Partii Wolności.
Przez ten czas kierował departamentami:
- departament ds. wojskowych 1989–1995
- departament finansów 1996−2003

Dwukrotnie pełnił funkcję przewodniczącego Szwajcarskiej Rady Związkowej (prezydenta Szwajcarii) w latach 1995 i 2002.
Zrezygnował z funkcji członka Rady 31 grudnia 2003 roku.